# Je t’aime tu vois
Albums de Daniel Guichard
Daniel Guichard chante Édith Piaf
(1975)
Je t'aime tu vois est un album de Daniel Guichard, sorti en 1976. 

## Liste des titres
| No  | Titre                             | Durée      |
| --- | --------------------------------- | ---------- |
| 1.  | Je t'aime, tu vois                | 2 min 54 s |
| 2.  | Comédien                          | 3 min 17 s |
| 3.  | La Découverte                     | 4 min 07 s |
| 4.  | Mal dans sa peau                  | 2 min 40 s |
| 5.  | Voyou                             | 2 min 41 s |
| 6.  | Bouffon de cour                   | 2 min 37 s |
| 7.  | Ce n'est pas à Dieu que j'en veux | 3 min 40 s |
| 8.  | Les fatigués du dimanche          | 3 min 21 s |
| 9.  | Elle me disait                    | 2 min 43 s |
| 10. | Vivre                             | 3 min 45 s |
| 11. | Toi                               | 2 min 26 s |
| 12. | Allez, j'me sauve                 | 2 min 16 s |